# Jacob Rosanes
Jacob Rosanes (également Jakob ; 16 août 1842 - 6 janvier 1922) est un mathématicien allemand qui travaille sur la géométrie algébrique et la théorie des invariants. Il est également un joueur d'échecs.

## Biographie
Rosanes étudie à l'Université Humboldt de Berlin et à l'Université de Breslau. Il obtient son doctorat à Breslau en 1865 et y enseigne pour le reste de sa vie professionnelle. Il devient professeur en 1876 et recteur de l'université pendant les années 1903-1904.
Rosanes contribue de manière significative aux transformations de Crémone.

## Parties d'échecs notables
- Jakob Rosanes vs Adolf Anderssen, Breslau 1862, jeu espagnol: défense de Berlin. Rio Gambit accepté (C67), 1-0 Parfois, Rosanes était capable de battre même l'un des meilleurs maîtres de son temps, Adolf Anderssen...
- Jakob Rosanes vs Adolf Anderssen, Breslau, 1863, Gambit du roi : Accepté. Kieseritzky Gambit Anderssen Défense (C39), 0-1... mais comme le montre ce beau jeu, le résultat inverse était probablement plus fréquent.